# Georgskirche (Massenbach)

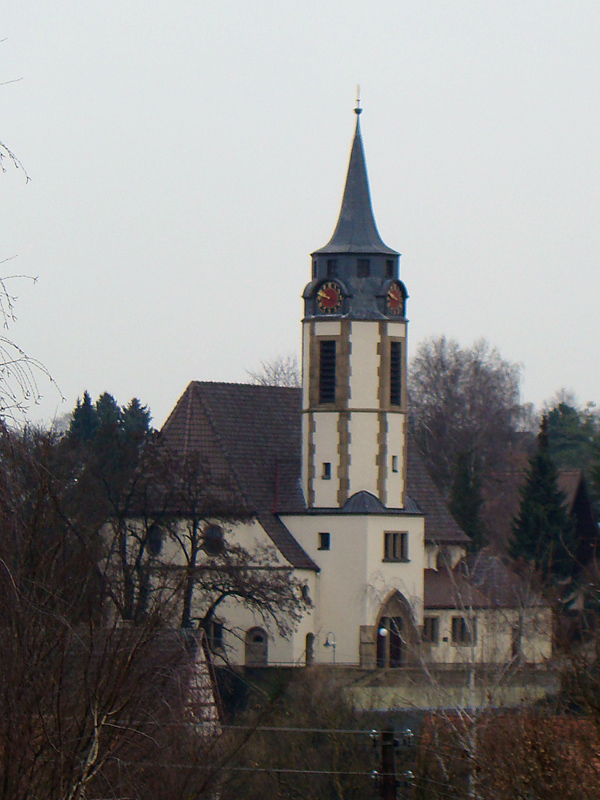
Georgskirche in Massenbach

Die evangelische Georgskirche in Massenbach, einem Stadtteil von Schwaigern im Landkreis Heilbronn im nördlichen Baden-Württemberg, wurde 1912 nach Plänen des Architekten Martin Elsaesser an der Stelle einer älteren Kirche erbaut.

## Geschichte
Eine Kirche in Massenbach wurde erstmals 1496 in einem Visitationsbericht erwähnt. Es handelte sich dabei um eine dem Heiligen Georg geweihte Kapelle, die sich schon damals auf dem Bollenberg befand und damit der direkte Vorgängerbau der heutigen Kirche ist. Massenbach war kirchlich ursprünglich Filiale von Schwaigern. Das Patronatsrecht lag bei den Herren von Neipperg, die Massenbach 1496 zur eigenständigen Pfarrei erhoben und 1531 das Patronatsrecht an die Herren von Massenbach abtraten, die in der Kirche eine Gruft zur Bestattung von verstorbenen Familienangehörigen hatten. Durch wen die Reformation in Massenbach vollzogen wurde, ist nicht mehr bekannt. Der erste evangelische Pfarrer war vermutlich Valentin Schreiber.
In den Kriegen des 17. Jahrhunderts hatte Massenbach sehr zu leiden, so dass die Kirche um 1700 stark beschädigt und ausgeplündert war. 1704 und erneut 1734 wurde der Turm außerdem durch Blitzschlag beschädigt. Der Turm am Westgiebel der Kirche war schon damals so marode, dass er eigentlich hätte abgerissen und neu erbaut werden müssen, was man jedoch aus Kostengründen unterlassen hat. Als man den Turm später tatsächlich abgebrochen hat, kam als Ersatz lediglich ein Dachreiter auf den Ostgiebel.

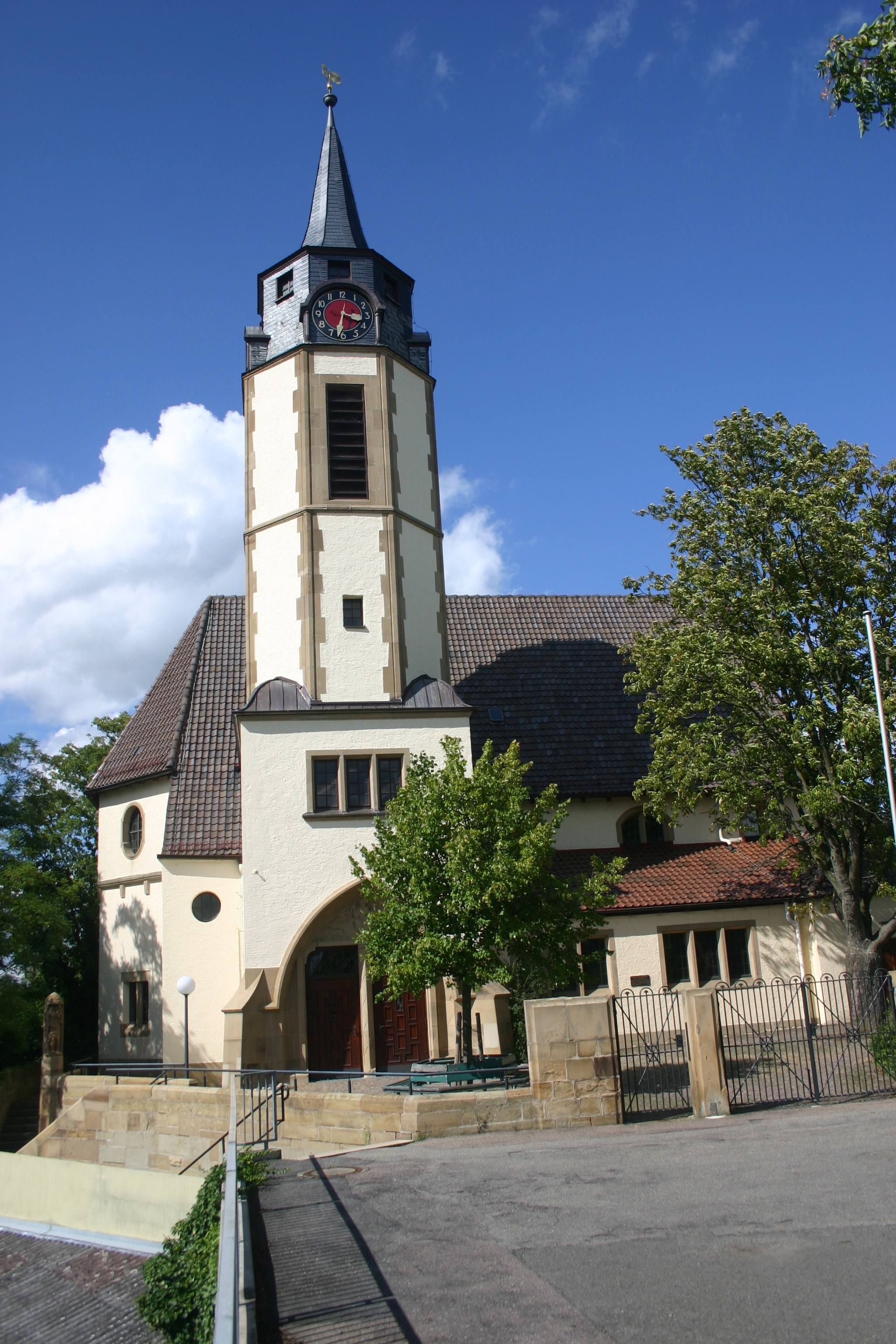
Ansicht vom Kirchplatz

Bei der Mediatisierung der Herrschaft Neipperg wurde die Oberpfarrei Schwaigern aufgehoben. Massenbach kam dadurch zum Dekanat Heilbronn und 1813 zum Dekanat Brackenheim. In der zweiten Hälfte des 19. Jahrhunderts wurde ein Kirchenbaufonds zur Finanzierung eines Kirchenneubaus gegründet. Obwohl dieser 1873 bereits 14.000 Gulden gesammelt hatte, wurde die alte Kirche 1874/75 nochmals innen und außen renoviert. Ihre etwa 350 bis 400 Sitzplätze waren zu jener Zeit jedoch für die Gemeinde nicht mehr ausreichend. Durch den Rückgang der Bevölkerung infolge von Ab- und Auswanderung war das Platzproblem bis um das Jahr 1900 zwar wieder behoben, doch blieb die alte Kirche im Kern baufällig.
Der umliegende, bis 1870 belegte und danach nach Osten erweiterte Friedhof war bis zu einem Meter höher als das Bodenniveau der Kirche. Vor dem Bau einer neuen Kirche musste das Geländeniveau angeglichen werden, wofür man 1897 im Bereich des heutigen Kirchplatzes alle alten Gräber abtrug und die Erde mit Gebeinen auf Wiesen und Äcker der Umgebung verteilte. Als Massenbach in der Nacht zum 1. Juli 1897 von einem schweren Unwetter mit Hagelschlag heimgesucht wurde, wurde dies von vielen Gläubigen als Strafe für die vermeintliche Schändung des Friedhofs gesehen. Für rund 50 Jahre wurde daraufhin jeweils am 1. Juli, dem „Hagelfeiertag“, ein zusätzlicher Abendgottesdienst abgehalten.
Der letzte Gottesdienst in der alten Kirche fand am 1. Juli 1912 statt, tags darauf begann der Abbruch. Auf den Grundmauern der alten Kirche wurde die heutige Kirche nach Plänen des Architekten Martin Elsaesser im Jugendstil erbaut, wobei die alte Gruft und die Patronatsloge der Ortsherrschaft sowie die alte Sakristei und Teile der Ausstattung beibehalten wurden. Die Grundsteinlegung fand am 11. August 1912 statt, die neue Kirche wurde am 16. Juli 1913 eingeweiht.
Die Freiherren von Massenbach hatten das Patronatsrecht bis 1927 inne. 1943 wurde die Patronatsloge verglast, um sie als Raum für den Konfirmandenunterricht nutzen zu können. 1963 fand eine Renovierung und Umgestaltung der Kirche statt, wobei auch eine Heizung eingebaut wurde.
2015 bis 2016 wurde der Dachstuhl der Kirche erneuert sowie der Innenraum renoviert.

## Beschreibung

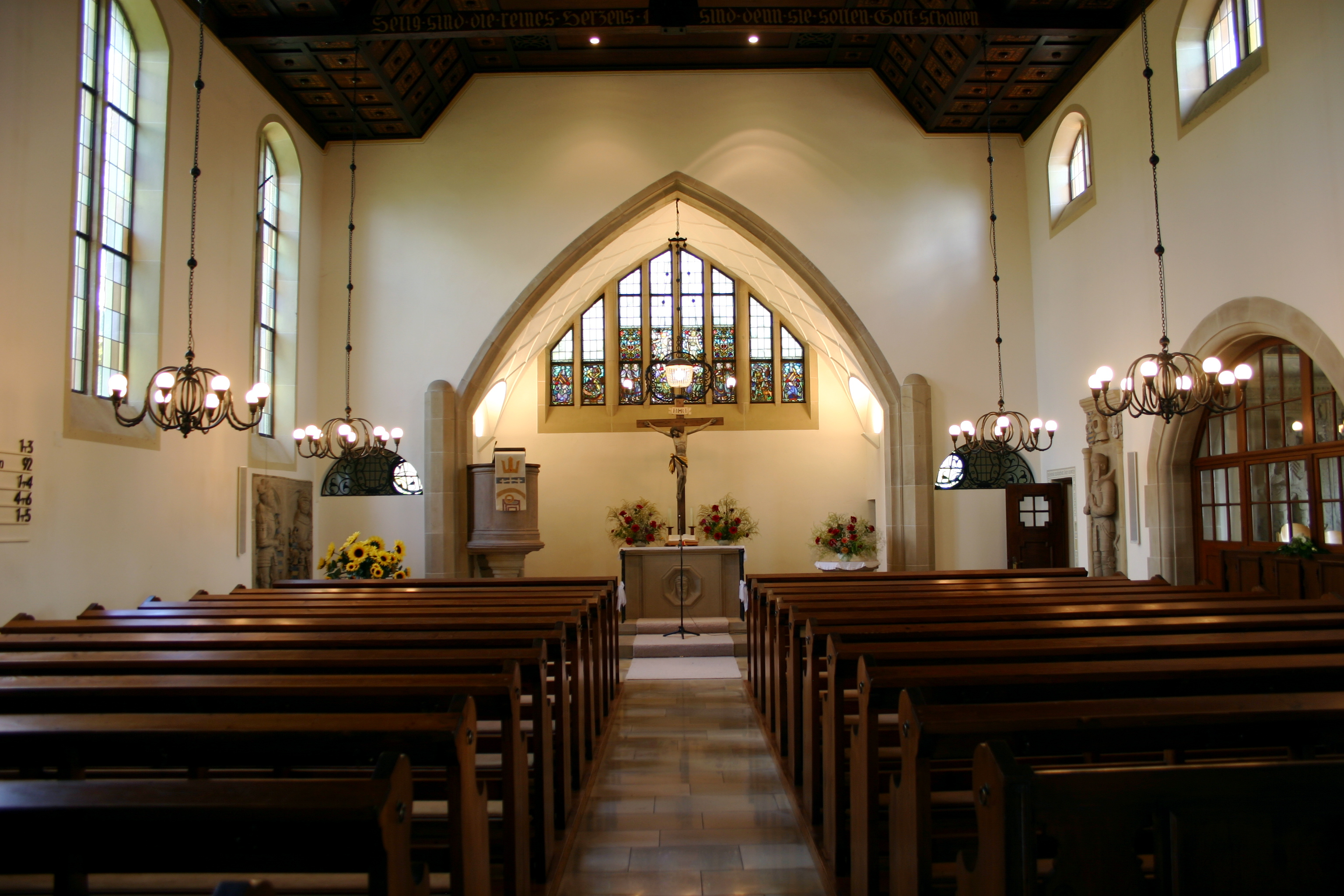
Blick durch das Langhaus nach Osten zum Chor

Die Kirche befindet sich auf dem Bollenberg östlich oberhalb des Dorfkerns von Massenbach. Es handelt sich um ein einschiffiges, mit dem Chor nach Osten ausgerichtetes Gebäude, dessen Zugang durch das Untergeschoss des seitlich im Südwesten angebauten Turms erfolgt. Das Kirchenschiff wird von einer Kassettendecke überspannt, die von Schülern des Architekten Elsaesser ausgemalt wurde. Nach Süden ist die alte Grafenloge angebaut. Im Westen des Langhauses ist eine Empore eingezogen, auf der sich die spätromantische Orgel op. 582 der Orgelbaumeister Gebr. Link von 1913 befindet. In einen der Emporenständer ist eine historische Inschrift eingelassen, die den Blitzschlag von 1704 bezeugt. Ein lebensgroßes Holzkruzifix von 1741, ein kleines Altarkruzifix, die Kanzel von 1586 und ein Taufstein von 1557 haben sich außerdem von der alten Kirche im Neubau erhalten. Im Innenbereich sind außerdem historische Epitaphe der Herren von Massenbach disponiert ins Mauerwerk eingelassen. Das bedeutendste Grabmal ist das des Christoph Wilhelm von Massenbach (1557–1591) in der Grafenloge, das im Stil der Renaissance von den Bildhauern Jakob Müller und Adam Wagner aus Heilbronn geschaffen wurde. An der östlichen Giebelaußenseite hat sich auch Christoph Wilhelms Grabplatte erhalten, außerdem weitere Grabplatten aus dem 16. und 17. Jahrhundert.
Um die Kirche befinden sich die Grablege derer von Massenbach, ein Kriegerdenkmal, bei dem auch der in beiden Weltkriegen gefallenen Angehörigen der Freiherren sowie der drei Opfer des Holocaust unter der Jüdischen Gemeinde Massenbach gedacht wird, sowie ein Gedenkstein für tote Feuerwehrkameraden.

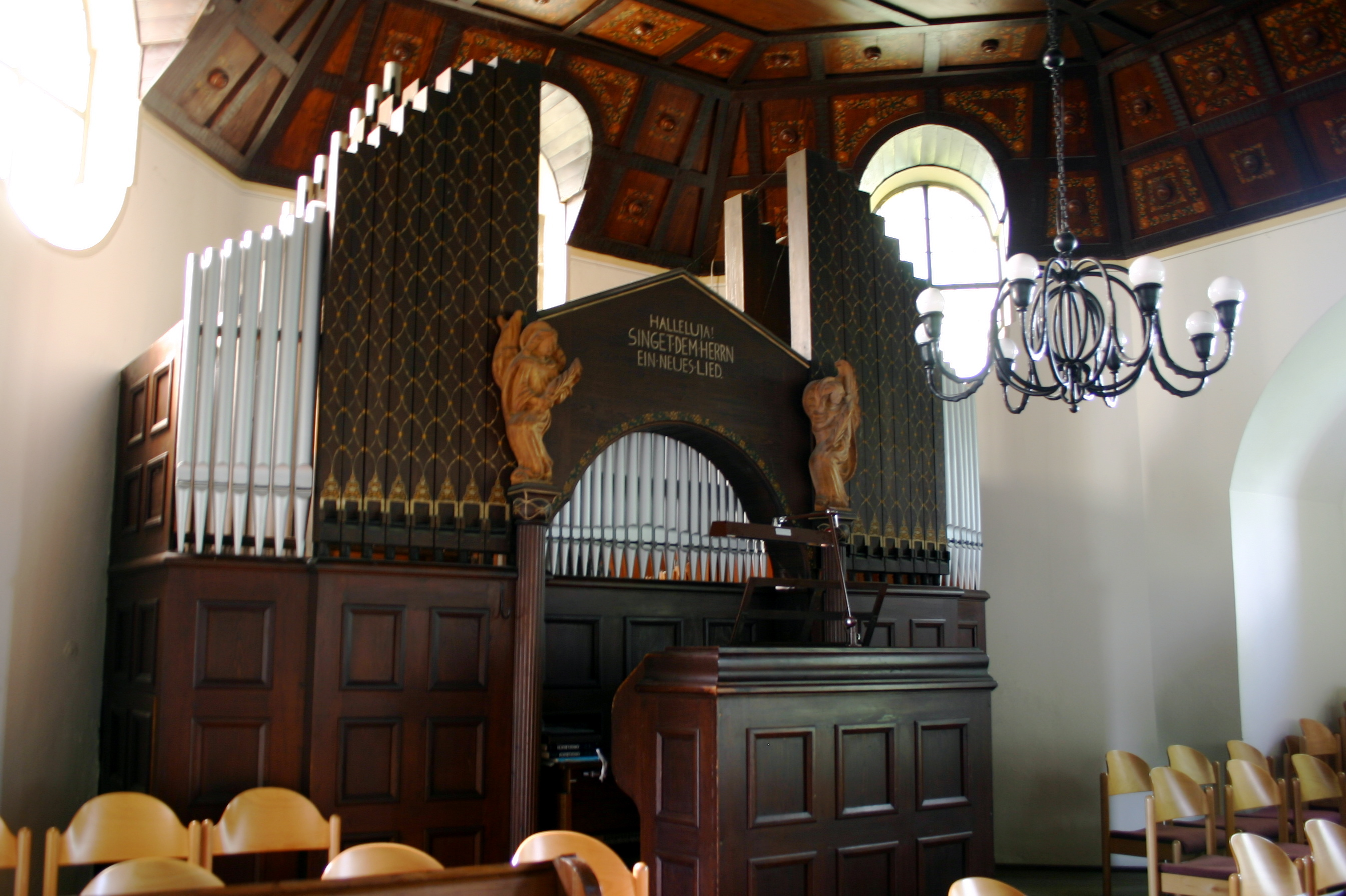
Spätromantische Orgel der Gebr. Link
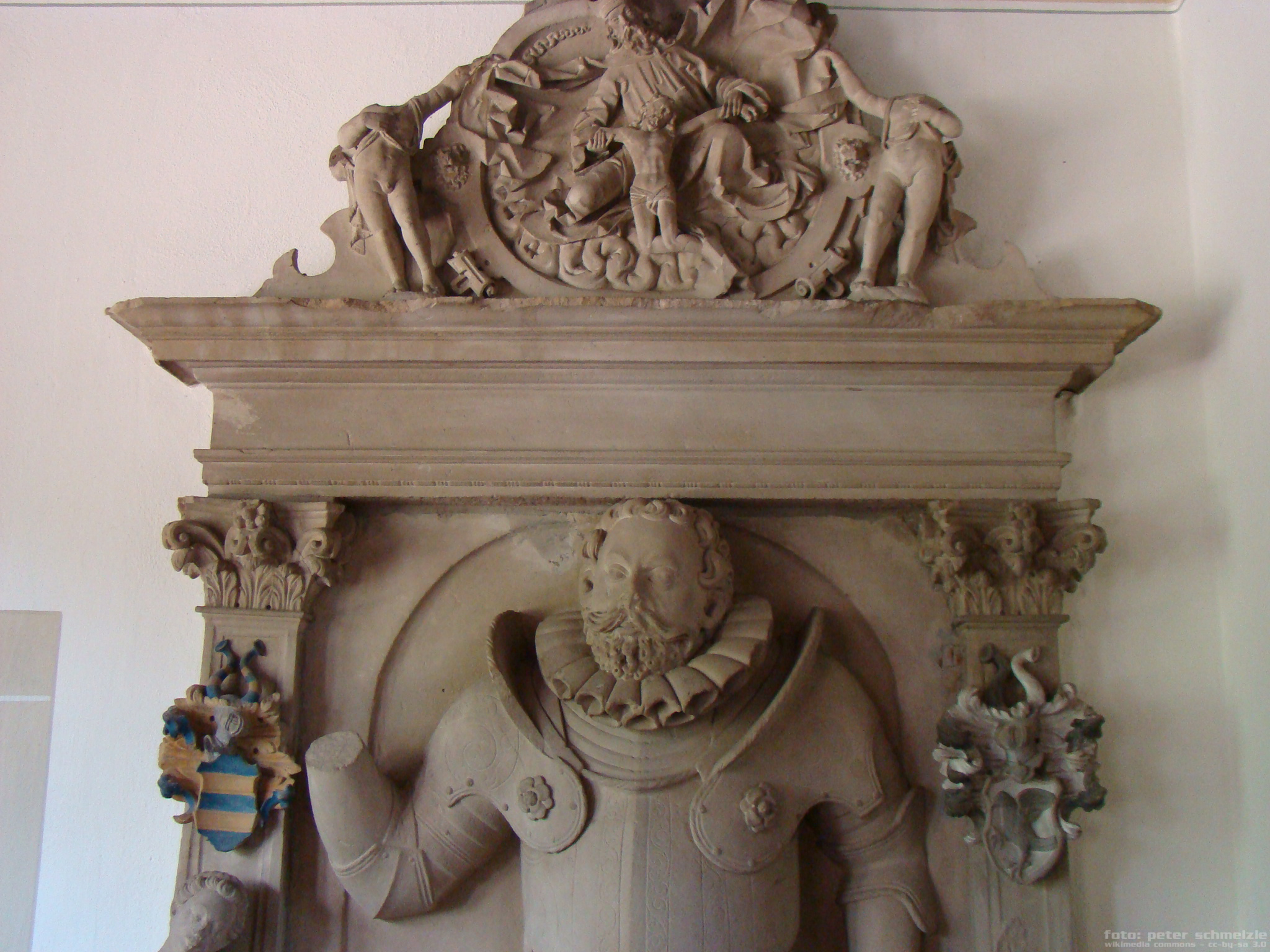
Grabmal des Christoph Wilhelm von Massenbach († 1591) in der Grafenloge
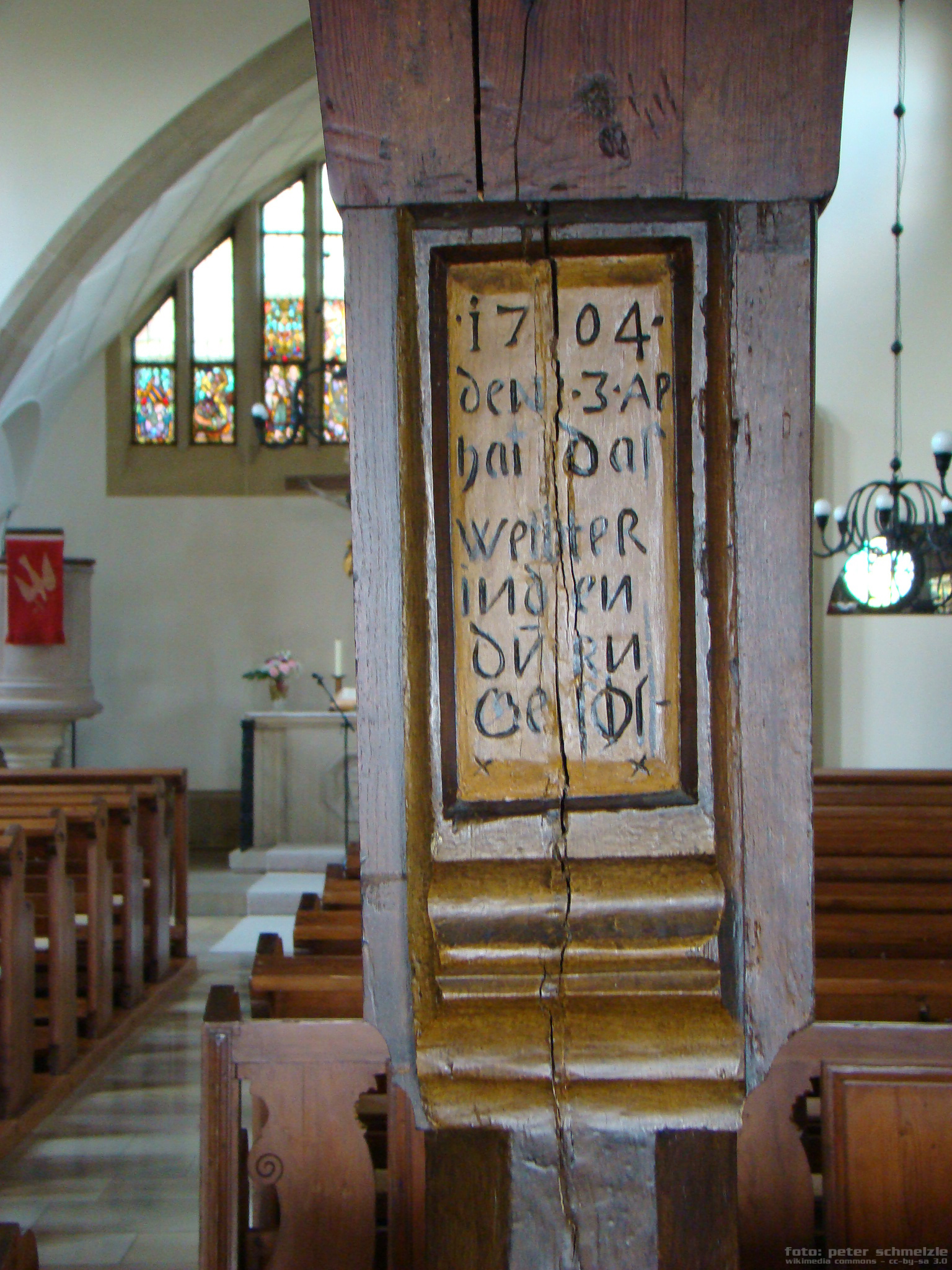
Blitzschlag-Inschrift von 1704